# Palanan
Palanan è una municipalità di terza classe delle Filippine, situata nella Provincia di Isabela, nella Regione della Valle di Cagayan.
Palanan è formata da 17 baranggay:
- Alomanay
- Bisag
- Culasi
- Dialaoyao
- Dicabisagan East (Pob.)
- Dicabisagan West (Pob.)
- Dicadyuan
- Diddadungan
- Didiyan
- Dimalicu-licu
- Dimasari
- Dimatican
- Maligaya
- Marikit
- San Isidro
- Santa Jacinta
- Villa Robles